# Leichtathletik-Afrikameisterschaften 2012
Die 18. Leichtathletik-Afrikameisterschaften wurden vom 26. Juni bis 1. Juli 2012 in Benins Hauptstadt Porto-Novo ausgetragen.

## Männer

### 100 m
| Platz | Athlet                    | Land | Zeit (s) |
| ----- | ------------------------- | ---- | -------- |
| 1     | Simon Magakwe             | RSA  | 10,29    |
| 2     | Amr Ibrahim Mostafa Seoud | EGY  | 10,34 SB |
| 3     | Hua Wilfried Koffi        | CIV  | 10,37    |
| 4     | Suwaibou Sanneh           | GAM  | 10,39    |
| 5     | Mosito Lehata             | LES  | 10,40    |
| 5     | Joseph Obinna Metu        | NGR  | 10,40    |
| 7     | Egwero Ogho-Oghene        | NGR  | 10,47    |
| 8     | Stanley Azie              | NGR  | 10,58    |

Finale: 28. Juni
Wind: -0,9 m/s

### 200 m
| Platz | Athlet                    | Land | Zeit (s) |
| ----- | ------------------------- | ---- | -------- |
| 1     | Ben Youssef Meïté         | CIV  | 20,62    |
| 2     | Amr Ibrahim Mostafa Seoud | EGY  | 20,76    |
| 3     | Noah Akwu                 | NGR  | 20,83    |

Finale: 1. Juli
Wind: -1,4 m/s

### 400 m
| Platz | Athlet          | Land | Zeit (s) |
| ----- | --------------- | ---- | -------- |
| 1     | Isaac Makwala   | BOT  | 45,25    |
| 2     | Oscar Pistorius | RSA  | 45,52    |
| 3     | Willem de Beer  | RSA  | 45,67    |

Finale: 29. Juni

### 800 m
| Platz | Athlet            | Land | Zeit (min) |
| ----- | ----------------- | ---- | ---------- |
| 1     | Taoufik Makhloufi | ALG  | 1:43,88    |
| 2     | Anthony Chemut    | KEN  | 1:44,53    |
| 3     | André Olivier     | RSA  | 1:45,09    |

Finale: 29. Juni

### 1500 m
| Platz | Athlet                | Land | Zeit (min) |
| ----- | --------------------- | ---- | ---------- |
| 1     | Caleb Mwangangi Ndiku | KEN  | 3:35,71    |
| 2     | Ayanleh Souleiman     | DJI  | 3:36,34    |
| 3     | James Kiplagat Magut  | KEN  | 3:36,35    |

Finale: 1. Juli

### 5000 m
| Platz | Athlet                 | Land | Zeit (min) |
| ----- | ---------------------- | ---- | ---------- |
| 1     | Mark Kosgei Kiptoo     | KEN  | 13:22,38   |
| 2     | Jonathan Kiplimo Maiyo | KEN  | 13:22,89   |
| 3     | Timothy Kosgei Kiptoo  | KEN  | 13:24,67   |

1. Juli

### 10.000 m
| Platz | Athlet                  | Land | Zeit (min)  |
| ----- | ----------------------- | ---- | ----------- |
| 1     | Kenneth Kiprop Kipkemoi | KEN  | 27:19,74 PB |
| 2     | Mark Kosgei Kiptoo      | KEN  | 27:20,77    |
| 3     | Lewis Mosoti            | KEN  | 27:22,54 PB |
| 4     | Tebalu Zawude Heyi      | ETH  | 28:03,16 PB |
| 5     | Robert Kajuga           | RWA  | 28:03,24 PB |
| 6     | Olivier Irabaruta       | BDI  | 28:17,77 PB |
| 7     | Vianney Ndiho           | BDI  | 28:25,57 PB |
| 8     | Stephen Mokoka          | RSA  | 28:49,14    |

28. Juni

### 20 km Gehen
| Platz | Athlet               | Land | Zeit (h) |
| ----- | -------------------- | ---- | -------- |
| 1     | Hédi Teraoui         | TUN  | ---      |
| 2     | David Kimutai Rotich | KEN  | 1:32:06  |
| 3     | Mohamed Ameur        | ALG  | 1:33:24  |

29. Juni
Hédi Teraoui wurde ursprünglich auf dem dritten Platz in 1:38:17 h gewertet, da aber die Kampfrichter eine Runde von ihm nicht mitgezählt hatten, wurde er nach einem Protest der tunesischen Delegation nachträglich zum Sieger erklärt.

### 110 m Hürden
| Platz | Athlet         | Land | Zeit (s) |
| ----- | -------------- | ---- | -------- |
| 1     | Lehann Fourie  | RSA  | 13,60    |
| 2     | Selim Nurudeen | NGR  | 13,68    |
| 3     | Lyés Mokodel   | ALG  | 13,73    |

Finale: 30. Juni
Wind: - 1,1 m/s

### 400 m Hürden
| Platz | Athlet                   | Land | Zeit (s) |
| ----- | ------------------------ | ---- | -------- |
| 1     | Mamadou Kassé Hann       | SEN  | 49,39    |
| 2     | Boniface Mucheru Tumuti  | KEN  | 49,45    |
| 3     | Vincent Kiplangat Kosgei | KEN  | 50,31    |

Finale: 29. Juni

### 3000 m Hindernis
| Platz | Athlet                  | Land | Zeit (min) |
| ----- | ----------------------- | ---- | ---------- |
| 1     | Abel Kiprop Mutai       | KEN  | 8:16,05    |
| 2     | Wilson Kipkemboi Maraba | KEN  | 8:16,96    |
| 3     | Benjamin Kiplagat       | UGA  | 8:18,73    |

29. Juni

### 4 × 100 m Staffel
| Platz | Land      | Athleten                                                       | Zeit (s) |
| ----- | --------- | -------------------------------------------------------------- | -------- |
| 1     | Südafrika | Hannes Dreyer Simon Magakwe Roscoe Engel Thuso Mpuang          | 39,26    |
| 2     | Nigeria   | Peter Emelieze Obinna Metu Adetoyi Durotoye Ogho-Oghene Egwero | 39,34    |
| 3     | Ghana     | Emmanuel Kubi Tim Abeyie Ashhad Agyapong Allah Laryea-Akrong   | 39,40    |

Finale: 29. Juni

### 4 × 400 m Staffel
| Platz | Land      | Athleten                                                                                  | Zeit (min) |
| ----- | --------- | ----------------------------------------------------------------------------------------- | ---------- |
| 1     | Nigeria   | Saul Weigopwa Cristian Morton Abiola Onakoya Isah Salihu                                  | 3:02,39    |
| 2     | Südafrika | PC Beneke Ofentse Mogawane Oscar Pistorius Willem de Beer                                 | 3:04,01    |
| 3     | Kenia     | Vincent Kiplangat Koskei Vincent Mumo Kiilu Boniface Mucheru Tumuti Mark Kiprotich Muttai | 3:04,12    |

1. Juli

### Hochsprung
| Platz | Athlet                 | Land | Höhe (m) |
| ----- | ---------------------- | ---- | -------- |
| 1     | Kabelo Kgosiemang      | BOT  | 2,25     |
| 2     | Ali Mohd Younes Idriss | SUD  | 2,15     |
| 3     | Mathew Sawe            | KEN  | 2,15     |

1. Juli

### Stabhochsprung
| Platz | Athlet            | Land | Höhe (m) |
| ----- | ----------------- | ---- | -------- |
| 1     | Mouhcine Cheaouri | MAR  | 5,10     |
| 2     | Samir El Mafhoum  | MAR  | 5,00     |
| 3     | Ruaan van Wyk     | RSA  | 4,90     |

30. Juni

### Weitsprung
| Platz | Athlet             | Land | Weite (m) |
| ----- | ------------------ | ---- | --------- |
| 1     | Ndiss Kaba Badji   | SEN  | 8,04      |
| 2     | Zarck Visser       | RSA  | 7,98      |
| 3     | Ignisious Gaisah   | GHA  | 7,73      |
| 4     | Clive Chafausipo   | ZIM  | 7,68      |
| 5     | Stanley Gbagbeke   | NGR  | 7,65      |
| 6     | Elijah Kimitei     | KEN  | 7,47      |
| 7     | Robert Martey      | GHA  | 7,39      |
| 8     | Mamadou Dia Chérif | MLI  | 7,35      |

Finale: 28. Juni

### Dreisprung
| Platz | Athlet             | Land | Weite (m) |
| ----- | ------------------ | ---- | --------- |
| 1     | Tosin Oke          | NGR  | 16,98     |
| 2     | Issam Nima         | ALG  | 16,69     |
| 3     | Hugo Mamba-Schlick | CMR  | 16,34     |

30. Juni

### Kugelstoßen
| Platz | Athlet                  | Land | Weite (m) |
| ----- | ----------------------- | ---- | --------- |
| 1     | Burger Lambrechts       | RSA  | 19,51     |
| 2     | Orazio Cremona          | RSA  | 19,19     |
| 3     | Yasser Farag            | EGY  | 18,78     |
| 4     | Jaco Engelbrecht        | RSA  | 17,91     |
| 5     | Franck Elemba           | CGO  | 16,23     |
| 6     | Asahte Ofori            | GHA  | 16,01 PB  |
| 7     | Kenechukwu Ezeofor      | NGR  | 15,93     |
| 8     | Essohounamondom Tchalim | TOG  | 15,67 PB  |

27. Juni

### Diskuswurf
| Platz | Athlet         | Land | Weite (m) |
| ----- | -------------- | ---- | --------- |
| 1     | Victor Hogan   | RSA  | 61,80     |
| 2     | Yasser Farag   | EGY  | 59,61     |
| 3     | Russell Tucker | RSA  | 57,99     |

29. Juni

### Hammerwurf
| Platz | Athlet           | Land | Weite (m) |
| ----- | ---------------- | ---- | --------- |
| 1     | Chris Harmse     | RSA  | 77,22     |
| 2     | Mohsen Anani     | EGY  | 74,31     |
| 3     | Mostafa el-Gamel | EGY  | 73,81     |

30. Juni

### Speerwurf
| Platz | Athlet             | Land | Weite (m) |
| ----- | ------------------ | ---- | --------- |
| 1     | Julius Yego        | KEN  | 76,68     |
| 2     | John Ampomah       | GHA  | 70,65     |
| 3     | Kenechukwu Ezeofor | NGR  | 69,58     |

1. Juli

### Zehnkampf
| Platz | Athlet             | Land | Punkte  |
| ----- | ------------------ | ---- | ------- |
| 1     | Ali Kamé           | MAD  | 7252 SB |
| 2     | Mourad Souissi     | ALG  | 7000 SB |
| 3     | Guillaume Thierry  | MRI  | 6955    |
| 4     | Zavion Kotze       | RSA  | 6738    |
| 5     | Atsu Nyamadi       | GHA  | 6211    |
|       | Nardus Greyling    | RSA  | DNF     |
|       | Ahmed Mohamed Saad | EGY  | DNF     |

27. und 28. Juni

## Frauen

### 100 m
| Platz | Athletin              | Land | Zeit (s) |
| ----- | --------------------- | ---- | -------- |
| 1     | Ruddy Zang Milama     | GAB  | 11,16    |
| 2     | Blessing Okagbare     | NGR  | 11,18    |
| 3     | Gloria Asumnu         | NGR  | 11,28    |
| 4     | Marie-Josée Ta Lou    | CIV  | 11,53 PB |
| 5     | Flings Owusu-Agyapong | GHA  | 11,75    |
| 6     | Janet Amponsah        | GHA  | 11,76    |
| 7     | Lorène Bazolo         | CGO  | 11,86    |

Finale: 28. Juni
Wind: -0,8 m/s

### 200 m
| Platz | Athletin           | Land | Zeit (s) |
| ----- | ------------------ | ---- | -------- |
| 1     | Gloria Asumnu      | NGR  | 22,93    |
| 2     | Lawretta Ozoh      | NGR  | 22,93    |
| 3     | Marie-Josée Ta Lou | CIV  | 23,44    |

Finale: 1. Juli
Wind: -0,7 m/s

### 400 m
| Platz | Athletin         | Land | Zeit (s) |
| ----- | ---------------- | ---- | -------- |
| 1     | Amantle Montsho  | BOT  | 49,54    |
| 2     | Regina George    | NGR  | 51,11    |
| 3     | Amy Mbacké Thiam | SEN  | 51,68    |

Finale: 29. Juni

### 800 m
| Platz | Athletin            | Land | Zeit (min) |
| ----- | ------------------- | ---- | ---------- |
| 1     | Francine Niyonsaba  | BDI  | 1:59,11    |
| 2     | Eunice Jepkoech Sum | KEN  | 1:59,13    |
| 3     | Malika Akkaoui      | MAR  | 1:59,90    |
| 4     | Sylvia Chesebe      | KEN  | 2:01,66    |

Finale: 1. Juli

### 1500 m
| Platz | Athletin                 | Land | Zeit (min) |
| ----- | ------------------------ | ---- | ---------- |
| 1     | Rababe Arafi             | MAR  | 4:05,80    |
| 2     | Mary Kuria               | KEN  | 4:06,22    |
| 3     | Margaret Wangari Muriuki | KEN  | 4:06,50    |

29. Juni

### 5000 m
| Platz | Athletin                 | Land | Zeit (min)  |
| ----- | ------------------------ | ---- | ----------- |
| 1     | Gladys Cherono           | KEN  | 15:40,04    |
| 2     | Veronica Nyaruai         | KEN  | 15:40,65    |
| 3     | Gotytom Gebreslase       | ETH  | 15:53,34    |
| 4     | Alemitu Haroye           | ETH  | 15:55,36 PB |
| 5     | Shito Wudessa Osu        | ETH  | 16:14,49 PB |
| 6     | Viola Chemos             | UGA  | 16:16,21 SB |
| 7     | Ablavi Atchade           | TOG  | 18:02,34 PB |
| 8     | Balkissa Abdoulaye Kirbo | NGR  | 18:17,72 PB |

28. Juni

### 10.000 m
| Platz | Athletin                  | Land | Zeit (min) |
| ----- | ------------------------- | ---- | ---------- |
| 1     | Gladys Cherono            | KEN  | 32:41,40   |
| 2     | Priscah Jepleting Cherono | KEN  | 32:45,73   |
| 3     | Betsy Saina               | KEN  | 32:48,36   |

30. Juni

### 20 km Gehen
| Platz | Athletin           | Land | Zeit (h) |
| ----- | ------------------ | ---- | -------- |
| 1     | Grace Wanjiru Njue | KEN  | 1:40:53  |
| 2     | Olfa Lafi          | TUN  | 1:46:17  |
| 3     | Aynalem Eshetu     | ETH  | 1:49:45  |

29. Juni

### 100 m Hürden
| Platz | Athletin        | Land | Zeit (s) |
| ----- | --------------- | ---- | -------- |
| 1     | Gnima Faye      | SEN  | 13,36    |
| 2     | Amina Ferguen   | ALG  | 13,56    |
| 3     | Uhunoma Osazuwa | NGR  | 13,61    |
| 4     | Jessica Ohanaja | NGR  | 13,63    |
| 5     | Rosa Rakotozafy | MAD  | 13,70 SB |
| 6     | Rosvitha Okou   | CIV  | 13,74 SB |
| 7     | Claudia Heunis  | RSA  | 13,97    |
|       | Seun Adigun     | NGR  | DNS      |

Finale: 28. Juni
Wind: -0,2 m/s

### 400 m Hürden
| Platz | Athletin             | Land | Zeit (s) |
| ----- | -------------------- | ---- | -------- |
| 1     | Muizat Ajoke Odumosu | NGR  | 54,99    |
| 2     | Hayat Lambarki       | MAR  | 55,41    |
| 3     | Raasin McIntosh      | LBR  | 55,99    |

Finale: 1. Juli

### 3000 m Hindernis
| Platz | Athletin              | Land | Zeit (min) |
| ----- | --------------------- | ---- | ---------- |
| 1     | Mercy Wanjiku Njoroge | KEN  | 9:43,26    |
| 2     | Birtukan Adamu        | ETH  | 9:45,41    |
| 3     | Hyvin Kiyeng          | KEN  | 9:45,95    |

1. Juli

### 4 × 100 m Staffel
| Platz | Land           | Athletinnen                                                            | Zeit (s) |
| ----- | -------------- | ---------------------------------------------------------------------- | -------- |
| 1     | Nigeria        | Christy Udoh Gloria Asumnu Oludamola Osayomi Lawretta Ozoh             | 43,21    |
| 2     | Ghana          | Rosina Amenebede Flings Owusu-Agyapong Beatrice Gyaman Janet Amponsah  | 44,35    |
| 3     | Elfenbeinküste | Marie-Josée Ta Lou Amandine Allou Affoué Mireille Gaha Adeline Gouénon | 45,29    |

29. Juni

### 4 × 400 m Staffel
| Platz | Land      | Athletinnen                                                             | Zeit (min) |
| ----- | --------- | ----------------------------------------------------------------------- | ---------- |
| 1     | Nigeria   | Endurance Abinuwa Omolara Omotosho Margaret Etim Bukola Abogunloko      | 3:28,77    |
| 2     | Botswana  | Goitseone Seleka Lydia Mashila Oarabile Babolayi Amantle Montsho        | 3:31,27    |
| 3     | Senegal   | Mame Fatou Faye Amy Mbacké Thiam Fatou Diabaye Ndèye Fatou Soumah       | 3:31,64    |
| 4     | Südafrika | Rorisang Ramonnye Estie Wittstock Tsholofelo Thipe Wenda Theron         | 3:33,21    |
| 5     | Liberia   | Phobay Kutu-Akoi Raasin McIntosh Angele Cooper Kou Luogon               | 3:33,24 NR |
| 6     | Kenia     | Joy Sakari Catherine Nandi Grace Kidake Maureen Jelagat Maiyo           | 3:35,06    |
| 7     | Äthiopien | Tigist Assefa Wesene Belay Mariet Mulugeta Salam Abrhaley               | 3:41,10    |
| 8     | Ghana     | Yvonne Amegashie Jacqueline Ado Bludo Rebecca Amponsah Adelaide Nkrumah | 3:41,46    |

1. Juli

### Hochsprung
| Platz | Athletin      | Land | Höhe (m) |
| ----- | ------------- | ---- | -------- |
| 1     | Lissa Labiche | SEY  | 1,86     |
| 2     | Anika Smit    | RSA  | 1,86     |
| 3     | Rhizlane Siba | MAR  | 1,75     |

29. Juni

### Stabhochsprung
| Platz | Athletin        | Land | Höhe (m) |
| ----- | --------------- | ---- | -------- |
| 1     | Syrine Ebondo   | TUN  | 3,80     |
| 2     | Juanita Stander | RSA  | 3,50     |
| 3     | Dorra Mahfoudhi | TUN  | 3,40     |
| 3     | Jeannie Van Dyk | RSA  | 3,40     |

28. Juni

### Weitsprung
| Platz | Athletin          | Land | Weite (m) |
| ----- | ----------------- | ---- | --------- |
| 1     | Blessing Okagbare | NGR  | 6,96      |
| 2     | Janice Josephs    | RSA  | 6,29      |
| 3     | Lynique Prinsloo  | RSA  | 6,22      |

Finale: 29. Juni

### Dreisprung
| Platz | Athletin           | Land | Weite (m) |
| ----- | ------------------ | ---- | --------- |
| 1     | Sarah Nambawa      | UGA  | 13,90     |
| 2     | Charlene Potgieter | RSA  | 13,90     |
| 3     | Jamaa Chnaik       | MAR  | 13,75     |

1. Juli

### Kugelstoßen
| Platz | Athletin                | Land | Weite (m) |
| ----- | ----------------------- | ---- | --------- |
| 1     | Chinwe Okoro            | NGR  | 16,21     |
| 2     | Omotayo Talabi          | NGR  | 15,63     |
| 3     | Auriol Dongmo Mekemnang | CMR  | 15,41     |

1. Juli
Die Nigerianerin Vivian Chukwuemeka, die mit 18,86 m den ersten Platz belegt hatte, wurde disqualifiziert, weil bei einer Dopingkontrolle am 21. Juni die Substanz Stanozolol entdeckt worden war.

### Diskuswurf
| Platz | Athletin             | Land | Weite (m) |
| ----- | -------------------- | ---- | --------- |
| 1     | Chinwe Okoro         | NGR  | 56,60     |
| 2     | Elizna Naudé         | RSA  | 55,88     |
| 3     | Kazai Suzanne Kragbé | CIV  | 54,56     |

28. Juni

### Hammerwurf
| Platz | Athletin         | Land | Weite (m) |
| ----- | ---------------- | ---- | --------- |
| 1     | Amy Sène         | SEN  | 65,55     |
| 2     | Laetitia Bambara | BUR  | 65,08     |
| 3     | Sarah Bensaad    | TUN  | 60,75     |

29. Juni

### Speerwurf
| Platz | Athletin         | Land | Weite (m) |
| ----- | ---------------- | ---- | --------- |
| 1     | Margaret Simpson | GHA  | 54,62     |
| 2     | Justine Robbeson | RSA  | 52,81     |
| 3     | Gerlize de Klerk | RSA  | 49,85     |

30. Juni

### Siebenkampf
| Platz | Athletin          | Land | Punkte |
| ----- | ----------------- | ---- | ------ |
| 1     | Yasmina Omrani    | ALG  | 5924   |
| 2     | Gabriella Kouassi | CIV  | 5481   |
| 3     | Bianca Erwee      | RSA  | 5338   |

29. und 30. Juni

## Medaillenspiegel
| Platz | Land           | Gold | Silber | Bronze | Gesamt |
| ----- | -------------- | ---- | ------ | ------ | ------ |
| 1     | Nigeria        | 10   | 6      | 5      | 21     |
| 2     | Kenia          | 9    | 9      | 9      | 27     |
| 3     | Südafrika      | 6    | 10     | 8      | 24     |
| 4     | Senegal        | 3    | 1      | 2      | 6      |
| 5     | Botswana       | 3    | 1      | 0      | 4      |
| 6     | Algerien       | 2    | 3      | 2      | 7      |
| 7     | Marokko        | 2    | 2      | 3      | 7      |
| 8     | Tunesien       | 2    | 1      | 2      | 5      |
| 9     | Ghana          | 1    | 2      | 2      | 5      |
| 10    | Elfenbeinküste | 1    | 1      | 4      | 6      |
| 11    | Uganda         | 1    | 0      | 1      | 2      |
| 12    | Burundi        | 1    | 0      | 0      | 1      |
| 12    | Gabun          | 1    | 0      | 0      | 1      |
| 12    | Madagaskar     | 1    | 0      | 0      | 1      |
| 12    | Seychellen     | 1    | 0      | 0      | 1      |
| 16    | Ägypten        | 0    | 4      | 2      | 6      |
| 17    | Äthiopien      | 0    | 1      | 2      | 3      |
| 18    | Burkina Faso   | 0    | 1      | 0      | 1      |
| 18    | Dschibuti      | 0    | 1      | 0      | 1      |
| 18    | Sudan          | 0    | 1      | 0      | 1      |
| 21    | Kamerun        | 0    | 0      | 1      | 1      |
| 21    | Liberia        | 0    | 0      | 1      | 1      |
| 21    | Mauritius      | 0    | 0      | 1      | 1      |
|       | Total          | 44   | 44     | 45     | 133    |